# Copa de Naciones Árabe 1985
La Copa de Naciones Árabe 1985 fue la cuarta edición de este torneo de fútbol a nivel de selecciones nacionales organizado por la UAFA y que contó con la participación de 6 selecciones de África Occidental y el Medio Oriente, 4 selecciones menos que en la edición anterior, incluyendo por primera vez a Arabia Saudita, Catar y Mauritania.
El campeón de las dos ediciones anteriores, Irak, venció a Baréin en la final disputada en Taif, Arabia Saudita para coronarse campeón por tercera vez de manera consecutiva.

## Fase de grupos
Todos los partidos se jugaron en Taif, Arabia Saudita.

### Grupo A
| Nación         | J | G | E | P | GF | GC | GD | Pts |
| -------------- | - | - | - | - | -- | -- | -- | --- |
| Arabia Saudita | 2 | 2 | 0 | 0 | 5  | 0  | +5 | 6   |
| Catar          | 2 | 1 | 0 | 1 | 2  | 1  | +1 | 3   |
| Jordania       | 2 | 0 | 0 | 2 | 0  | 6  | -6 | 0   |

| Equipo 1       | Resultado | Equipo 2       |
| -------------- | --------- | -------------- |
| Arabia Saudita | 4-0       | Jordania       |
| Jordania       | 0-2       | Catar          |
| Catar          | 0-1       | Arabia Saudita |

### Grupo B
| Nación     | J | G | E | P | GF | GC | GD | Pts |
| ---------- | - | - | - | - | -- | -- | -- | --- |
| Baréin     | 2 | 1 | 1 | 0 | 3  | 1  | +2 | 4   |
| Irak       | 2 | 1 | 1 | 0 | 3  | 1  | +2 | 4   |
| Mauritania | 2 | 0 | 0 | 2 | 0  | 4  | -4 | 0   |

| Equipo 1   | Resultado | Equipo 2   |
| ---------- | --------- | ---------- |
| Irak       | 1-1       | Baréin     |
| Baréin     | 2-0       | Mauritania |
| Mauritania | 0-2       | Irak       |

## Semifinales
| Equipo 1       | Resultado   | Equipo 2 |
| -------------- | ----------- | -------- |
| Arabia Saudita | 2-3         | Irak     |
| Baréin         | 1-1 (4-2 p) | Catar    |

## Tercer Lugar
| Equipo 1       | Resultado   | Equipo 2 |
| -------------- | ----------- | -------- |
| Arabia Saudita | 0-0 (4-1 p) | Catar    |

## Final
| Equipo 1 | Resultado | Equipo 2 |
| -------- | --------- | -------- |
| Irak     | 1-0       | Baréin   |

## Campeón
| Copa de Naciones Árabe 1985 |
| --------------------------- |
| Bandera de Irak             |
| Irak 3º Título              |